# Trego (Wisconsin)
Trego ist eine Siedlung auf gemeindefreiem Gebiet im Washburn County im US-amerikanischen Bundesstaat Wisconsin. Zu statistischen Zwecken ist der Ort zu einem Census-designated place (CDP) zusammengefasst worden. Im Jahr 2010 hatte Trego 227 Einwohner.

## Geografie
Trego liegt im Nordwesten Wisconsins am Namekagon River, der über den Saint Croix River zum Stromgebiet des Mississippi gehört. Die Grenze zu Minnesota verläuft rund 50 km westlich.
Die geografischen Koordinaten von Trego sind 45°53′59″ nördlicher Breite und 91°49′16″ westlicher Länge. Trego erstreckt sich über eine Fläche von 3,16 km² und ist der Hauptort der Town of Trego. 
Die Nachbarorte von Trego sind Minong (23,1 km nördlich), Springbrook (13 km ostnordöstlich), Stone Lake (29 km ostsüdöstlich) und Spooner (11 km südsüdwestlich).
Die nächstgelegenen größeren Städte sind Duluth am Oberen See in Minnesota (111 km nordnordwestlich), Wausau (273 km ostsüdöstlich), Green Bay am Michigansee (421 km in der gleichen Richtung), Wisconsins Hauptstadt Madison (420 km südsüdöstlich), Eau Claire (139 km südlich) und die Twin Cities (Minneapolis und Saint Paul) in Minnesota (178 km südwestlich).

## Verkehr
In Nord-Süd-Richtung verläuft der vierspurig ausgebaute U.S. Highway 53 entlang des westlichen Ortsrandes von Trego. Am nördlichen Ortsrand trifft dieser mit dem U.S. Highway 63 zusammen, der in südlicher Richtung mit dem US 53 auf einer gemeinsamen Route verläuft. Alle weiteren Straßen sind untergeordnete Landstraßen, teils unbefestigte Fahrwege sowie innerörtliche Verbindungsstraßen.
In Nord-Süd-Richtung verläuft auf der Trasse einer ehemaligen Eisenbahnstrecke mit dem Wild Rivers State Trail ein Rail Trail für Wanderer, Reiter und Radfahrer. Der Weg kann außerdem mit Quads benutzt werden. Im Winter kann der Wanderweg auch mit Langlaufski und Schneemobilen befahren werden.
Parallel zum US 63 verläuft eine Eisenbahnlinie der Wisconsin Great Northern Railroad. Dabei handelt es sich um eine 1997 für den Tourismus gegründete Bahngesellschaft.
Die nächsten Flughäfen sind der Duluth International Airport (120 km nordnordwestlich), der Chippewa Valley Regional Airport in Eau Claire (134 km südsüdöstlich) und der Minneapolis-Saint Paul International Airport (198 km südwestlich).

## Bevölkerung
Nach der Volkszählung im Jahr 2010 lebten in Trego 227 Menschen in 97 Haushalten. Die Bevölkerungsdichte betrug 71,8 Einwohner pro Quadratkilometer. In den 97 Haushalten lebten statistisch je 2,34 Personen. 
Ethnisch betrachtet setzte sich die Bevölkerung zusammen aus 94,7 Prozent Weißen, 1,3 Prozent Afroamerikanern sowie 3,1 Prozent amerikanischen Ureinwohnern; 0,9 Prozent stammten von zwei oder mehr Ethnien ab. 
20,7 Prozent der Bevölkerung waren unter 18 Jahre alt, 61,7 Prozent waren zwischen 18 und 64 und 17,6 Prozent waren 65 Jahre oder älter. 50,7 Prozent der Bevölkerung waren weiblich.
Das mittlere jährliche Einkommen eines Haushalts lag bei 37.500 USD. Das Pro-Kopf-Einkommen betrug 24.106 USD. 18,6 Prozent der Einwohner lebten unterhalb der Armutsgrenze.